# صرمة بن أبي أنس
صِرْمَة بن أَبي أَنَس بن مَالِك بن عَدِىّ: بن عامر بن غَنْم بن عَديّ بن النجار الخزرجي. صحابي من الانصار.يكنى أبا قيس ,قَالَ ابن إسحاق: كان رجلا قد ترهب في الجاهلية، ولبس المسوح، وفارق الأوثان، واغتسل من الجنابة، واجتنب الحائض من النساء، وهم بالنصرانية، ثم أمسك عنها، ودخل بيتا له فاتخذه مسجدا لا يدخل عليه فيه طامث ولا جنب، وقال: أعبد رب إبراهيم، وأنا على دين إبراهيم. فلم يزل بذلك حتى قدم النبي صلى الله عليه وسلم المدينة فأسلم وحسن إسلامه، وهو شيخ كبير
ولدَ صِرْمةُ بن أبي أنس: قيسًا، وأمُّه أمُّ قيس بنت مالك بن صرمة بن مالك بن عدي بن عامر بن غنم بن عديّ بن النجار.

## احاديث عنه
روى الكلبي، عن أَبِي صالح، عن ابن عباس: أن صرمة بْن أنس أتى النَّبِيّ صَلَّى اللَّهُ عَلَيْهِ وَسَلَّمَ عشية من العشيات، وقد جهده الصوم، فقال رَسُول اللَّهِ صَلَّى اللَّهُ عَلَيْهِ وَسَلَّمَ: " مالك يا أبا قيس؟ أمسيت طليحًا "، قال: ظللت أمس نهاري في النخل أجر بالجرير، فأتيت أهلي فنمت قبل أن أطعم، فأمسيت وقد جهدني الصوم، فنزلت فيه: {وَكُلُوا وَاشْرَبُوا حَتَّى يَتَبَيَّنَ لَكُمُ الْخَيْطُ الأَبْيَضُ مِنَ الْخَيْطِ الأَسْوَدِ} الآية.
يقول أبو قيس وأصبح نـاصـحـاً ** ألا ما استطعتم من وصاتي فافعلوا
أوصيكم بالله والبـر والـتـقـى ** وأعراضكم، والبـر بـالـلـه أول
فإن قومكم سادوا فلا تحسدونـهـم ** وإن كنتم دون أهل الرباسة فاعدلوا
وإن نزلت إحدى الدواهي بقومكـم ** فأنفسكم دون العشيرة فاجعـلـوا
وإن يأت غرم قادح فارفـقـوهـم ** وما حملوكم في الملمات فاحملـوا
وإن أنتم أملقـتـم فـتـعـفـفـوا ** وإن كان فضل الخير فيكم فأفضلوا